# Pekín en Coma
Pekín en Coma (en inglés: Beijing Coma) es una novela de 2008 escrita por Ma Jian. Fue traducido del chino por Flora Drew. Desde entonces, el gobierno chino ha prohibido el libro. Ma ha declarado que escribió el libro «para recuperar la historia de un gobierno totalitario cuyo papel es borrarla» y llamó a la novela Beijing Coma en referencia a esto. Beijing Coma fue nominado en 2009 para el Premio Man Booker y es uno de los «100 libros notables de 2008» de The New York Times.

## Sinopsis
El libro sigue el personaje de Dai Wei, un hombre que despierta de un coma para descubrir que han pasado diez años desde que le dispararon en la Plaza de Tiananmén el 4 de junio de 1989. La narrativa del libro cambia entre el tiempo de Dai Wei como un paciente en coma aparentemente no receptivo a su vida antes de su tiroteo.

## Recepción
La recepción crítica del libro fue positiva, con Tash Aw llamándolo «un hito». Pankaj Mishra comparó Beijing Coma con el trabajo de escritores como Milan Kundera, Josef Škvorecký e Ivan Klíma. Michiko Kakutani elogió la traducción de la novela al tiempo que afirmó que el libro «necesita desesperadamente ser editado».

## Controversia
En abril de 2012, Ma protestó por la elección de China como invitada de honor en la Feria del Libro de Londres. Ma usó pintura roja para untar una cruz sobre su rostro e intentó presentar una copia de Beijing Coma a Liu Binjie, pero fue detenido por la seguridad. Ma llamó a su editor chino un "portavoz del partido comunista chino" y afirmó que había sido maltratado mientras intentaba darle a Liu su libro.